# Carlos Ramírez Silva
Carlos Andrés Ramírez Silva n. (Durazno, Uruguay, 11 de octubre de 1987) es un futbolista uruguayo, que juega como delantero y actualmente milita en el Social Sol de la Liga Nacional de Honduras.

## Clubes
| Club               | País       | Año             | PJ | G |
| ------------------ | ---------- | --------------- | -- | - |
| CSD Comunicaciones | Guatemala  | 2011 - 2012     | 22 | 8 |
| Santos de Guápiles | Costa Rica | 2013            | 14 | 2 |
| CSD Comunicaciones | Guatemala  | 2013            | 16 | 5 |
| Deportivo Zacapa   | Guatemala  | 2014 - 2015     | -  | - |
| Alianza Olanchana  | Honduras   | 2016            | -  | - |
| Social Sol         | Honduras   | 2016 - Presente | 1  | 1 |

## Palmarés

### Campeonatos nacionales
| Título               | Club            | País     | Año  |
| -------------------- | --------------- | -------- | ---- |
| Clausura del Ascenso | Alianza Becerra | Honduras | 2016 |